# Graciela Alfano
Pour les articles homonymes, voir Alfano (homonymie).
Graciela Alfano, née le 14 décembre 1952) à Buenos Aires, est une artiste, mannequin, actrice et vedette de télévision argentine. Elle est surtout connue pour ses apparitions dans des comédies entre la fin des années 1970 et le début des années 1980 qui en ont fait un sex-symbol. Elle a travaillé en tant que juge sur Bailando por un Sueño en Argentine,,.

## Filmographie
- 1974 : La gran aventura
- 1975 : Los irrompibles
- 1977 : El gordo catástrofe (1977)

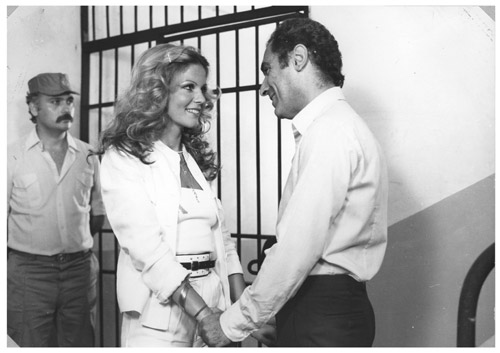
Graciela Alfano avec l'acteur argentin Juan Carlos Calabró.

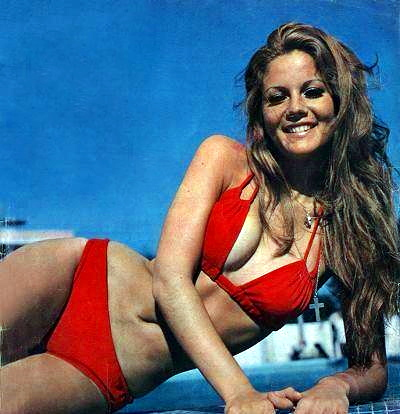
Graciela Alfano en 1972.

- 1978 : El divorcio está de moda (de común acuerdo)
- 1978 : Fotógrafo de señoras
- 1979 : Los éxitos del amor
- 1979 : Custodio de señoras
- 1979 : ...Y mañana serán hombres
- 1979 : La nona
- 1979 : La aventura de los paraguas asesinos
- 1979 : Los drogadictos
- 1980 : Locos por la música
- 1980 : Departamento compartido
- 1980 : Tiro al aire
- 1980 : Gran valor
- 1981 : Las Vacaciones del amor
- 1982 : La invitación
- 1986 : Los superagentes contra los fantasmas
- 1987 : Atreverse a la última jugada
- 1987 : Los taxistas del humor
- 2001 : Nada por perder
- 2015 : Testigo íntimo
- 2017 : Mariel espera

## Télévision
- 1973 : Mi amigo Andrés
- 1974 : Alta comedia
- 1975 : Se armó la Alfano
- 1975 : Sábados Gigantes
- 1975-1976Nosotros
- 1976 : Mi querido Luis
- 1977 : De pe a pa
- 1977 : Invitación a Jamaica
- 1978 : Renato
- 1978 : El tío Porcel (1978)
- 1981 : La ciudad de dos hombres
- 1981-1982 : Juego de dos
- 1982 : Noche de gigantes
- 1984 : Situación límite
- 1985 : Bellezas
- 1985 : Mediomundo
- 1986 : Las gatitas y ratones de Porcel
- 1986 : Los taxistas del humor (1986)
- 1987 : Hombres de ley
- 1988-1989 : El gran club
- 1990 : Atreverse
- 1991-1993 : Graciela y Andrés de una a tres
- 1992 : Luces y sombras
- 1993 : Son de diez
- 1995 : Cha cha cha
- 1996 : El periscopio
- 1996 : Viva el lunes
- 1996 : Gigante y usted (Chile, 1996). Guest
- 1997 : Graciela de América
- 1997 : Teatro en Canal 13
- 1997 : Noche de ronda
- 1998 : Gasoleros
- 1998 : Na' que ver con Chile
- 1999 : Totalmente
- 1999 : Videomatch
- 2000 : Biografías no autorizadas
- 2000 : De pe a pa
- 2001 : El lunes sin falta
- 2002 : Aquí se pasa mundial
- 2002 : Teletón 2002
- 2005 : La última tentación
- 2006 : Intrusos en el espectáculo
- 2007 : De tout mon cœur
- 2007 : Bailando por un Sueño 2007 : Juge
- 2008 : Un tiempo después
- 2009 : El Musical de tus Sueños : Juge
- 2009 : Este es el show
- 2010 : Bailando 2010 : Juge
- 2011 : Bailando 2011 : Juge
- 2012 : Fort Night Show
- 2012 : La pelu
- 2013 : Plan TV
- 2013 : Gracias por estar, gracias por venir
- 2013 : Secretos verdaderos
- 2014 : Bailando 2014 : Juge remplaçant
- 2015 : La noche de Mirtha
- 2015 : Almorzando con Mirtha Legrand
- 2015 : El diario de Mariana
- 2016 : Bailando 2016 : Juge remplaçant
- 2016 : Este es el show
- 2016 : Susana Giménez
- 2017 : Almorzando con Mirtha Legrand
- 2017 : Pasapalabra
- 2017 : Cortá por Lozano
- 2018 : Piriápolis siempre
- 2019 : Los ángeles de la mañana